# Воллі Фойрцайґ
Воллес «Воллі» Фойрцайґ (10 червня 1927 — 4 січня 2013) — американський вчений-інформатик, який разом із Сеймуром Пейпертом і Синтією Соломон створив мову програмування Logo, добре відомий дослідник штучного інтелекту (ШІ).

## Молоді роки та освіта
Воллес Фойрцайґ народився в Чикаго в сім'ї Менделя і Поліни Фойрцайґ. Він отримав ступені бакалавра філософії та бакалавра наук у Чиказькому університеті та ступінь магістра наук у Іллінойському технологічному інституті. Він працював в Аргонській національній лабораторії та Чиказькому університеті, перш ніж приєднатися до Болта, Беранека та Ньюмана (Bolt, Beranek і Newman, BBN).

## Кар'єра
На початку 1960-х компанія Bolt, Beranek і Newman стали головним центром досліджень інформатики та інноваційних застосувань. У 1962 році Воллі Фойрцайґ приєднався до них, щоб працювати з новими можливостями у Департаменті штучного інтелекту, одній із перших організацій ШІ. Його колеги брали активну участь у деяких новаторських роботах зі штучним інтелектом щодо комп'ютерного розпізнавання образів, розуміння природної мови, автоматизованого доведення теорем, розробки мови Lisp і у розв'язанні проблем роботами.
Значна частина цієї роботи була виконана у співпраці з видатними дослідниками з Массачусетського технологічного інституту (MIT), такими як Марвін Мінскі та Джон Маккарті, які були постійними консультантами BBN на початку 1960-х років. Інші групи в BBN виконували оригінальну роботу в галузі когнітивної науки, навчальних досліджень і спілкування людини з комп'ютером. Деякі з перших робіт із представлення знань і міркування (семантичні мережі), відповідей на запитання, інтерактивної комп'ютерної графіки та автоматизованого навчання (CAI) активно тривали. Дж. С. Р. Лайклайдер був духовним і науковим лідером більшої частини цієї роботи, відстоюючи справу онлайн-взаємодії в епоху, коли майже всі обчислення виконувалися за допомогою пакетної обробки даних на мейнфреймах.
Спочатку Воллі зосереджувався на розширенні інтелектуальних здібностей існуючих систем навчання. Це призвело до появи першої інтелектуальної системи CAI, MENTOR, яка використовувала правила для підтримки взаємодії розв'язання проблем у медичній діагностиці та інших сферах прийняття рішень. У 1965 році Воллі організував відділ освітніх технологій BBN для подальшого розвитку комп'ютерних методів щодо покращення навчання та викладання, а потім центр його роботи перемістився на дослідження мов програмування як освітнього середовища. Ця зміна частково відбулася завдяки двом нещодавнім технологічним досягненням: винаходу комп'ютерного розподілу часу та розробці першої «розмовної» мови програмування високого рівня.
Ідея розподілу часу роботи комп'ютера між окремими користувачами, які працюють одночасно, розбурхала уяву в Кембриджі в 1963 і 1964 роках. Команди BBN і MIT боролися за те, щоб першими реалізувати цю концепцію, причому BBN переміг за кілька днів і провів першу успішну демонстрацію розподілу часу роботи ЕОМ в 1964 році. Початкова система BBN, розроблена Шелдоном Бойленом, підтримувала одночасну роботу п'яти користувачів на DEC PDP-1, причому усі вони спільно використовували один екран електронно-променевої трубки (CRT) для виведення. Побачити відображення роботи з кількох різних програм, одночасно й асинхронно, було неймовірним досвідом.
Розподіл часу зробив можливим економічне використання віддалених розподілених терміналів і відкрив можливості інтерактивного використання комп'ютера в школах. BBN нещодавно впровадив TELCOMP, одну з нових інтерактивних мов програмування високого рівня. TELCOMP був діалектом JOSS, першої «розмовної» мови, розробленої в 1962–63 роках Кліффом Шоу з RAND Corporation. Її синтаксис був схожий на синтаксис мови BASIC, яка тоді не з'явилася. Як і BASIC, TELCOMP був мовою, похідною від FORTRAN, спочатку розроблений для числових обчислень. Невдовзі після створення TELCOMP Воллі вирішив представити його дітям як інструмент для вивчення математики, а в 1965—1966 роках за підтримки Управління освіти США дослідив її використання допоміжним ресурсом у восьми початкових і середніх школах, які обслуговувались BBN. Учні познайомилися з TELCOMP, а потім працювали над стандартними задачами з арифметики, алгебри та тригонометрії, написавши програми TELCOMP.
Співавторами Воллі в цьому дослідженні були Деніел Боброу, Річард Ґрант і Синтія Соломон з BBN, а також консультант Сеймур Пейперт, який нещодавно прибув до Массачусетського технологічного інституту з Інституту Жана Піаже в Женеві. Ідея мови програмування, спеціально розробленої для дітей, виникла безпосередньо в цьому проєкті. Група зрозуміла, що більшість існуючих мов були розроблені для виконання обчислень і що їм, як правило, бракувало засобів для нечислових символьних маніпуляцій. Сучасні мови були невідповідними для навчання також і в інших аспектах:
- вони часто використовували розширені оголошення типів даних що заважало швидкій реалізації ідей учнями;
- вони мали серйозні недоліки в структурах управління опрацюванням даних;
- їхні програми не мали процедурних конструкцій;
- більшість не мали засобів для динамічного визначення та виконання;
- небагато з них мали добре розроблені та чітко сформульовані засоби налагодження, діагностики та редагування, такі необхідні для освітніх цілей.

## Для подальшого читання
- A Culture of Innovation: Insider Accounts of Computing and Life at BBN (PDF).